# Pedro Salgado
Pedro Ricardo Salgado González (Trovolhue, Araucanía, Chile, 6 de noviembre de 1992) es un exfutbolista Chileno que cumplía las funciones de defensa dentro del campo de juego. 

## Trayectoria
Fue parte del plantel de honor de Universidad Católica, aunque tuvo una mayor continuidad en el equipo del Fútbol Joven de Universidad Católica.
En 2011 fue citado y jugó con la Selección chilena sub 20  el Campeonato Sudamericano Sub-20 realizado en Perú. 
Entrenó un mes con el Manchester United FC, equipo de la Premier League de Inglaterra, y luego estuvo dos semanas a prueba en el AZ Alkmaar de Holanda.
El 2012, la UC lo envió a préstamo a Deportes Temuco para jugar en la Segunda División de Chile. Tras finalizar su préstamo en Deportes Temuco a fines del 2012 vuelve a la UC. El 16 de agosto de 2013 se integra nuevamente al plantel de Deportes Temuco en calidad de préstamo, para jugar en el campeonato de la Primera B. 
Se retiró del fútbol profesional en 2014. Actualmente reside en Temuco y se desempeña como ingeniero constructor.

## Clubes
| Club                 | País  | Año         |
| -------------------- | ----- | ----------- |
| Universidad Católica | Chile | 2010 - 2011 |
| Deportes Temuco      | Chile | 2012        |
| Deportes Temuco      | Chile | 2013        |

## Palmarés

### Campeonatos nacionales
| Título     | Club                 | País  | Año  |
| ---------- | -------------------- | ----- | ---- |
| Copa Chile | Universidad Católica | Chile | 2011 |